# داغفين نيس
داغفين نيس (بالنرويجية البوكمول: Dagfinn Næss)‏ (6 يناير 1934 – 5 يوليو 2008) هو ملاكم نرويجي راحل، مثّل بلاده في الألعاب الأولمبية الصيفية 1960.

## روابط خارجية
داغفين نيس على موقع أوليمبيديا (الإنجليزية)